# Reinhard von Koenig-Fachsenfeld
Reinhard von Koenig-Fachsenfeld (Stoccarda, 19 marzo 1899 – 9 marzo 1992) è stato un designer tedesco, nonché pilota e pioniere del design aerodinamico applicato all'automobile.

## Biografia

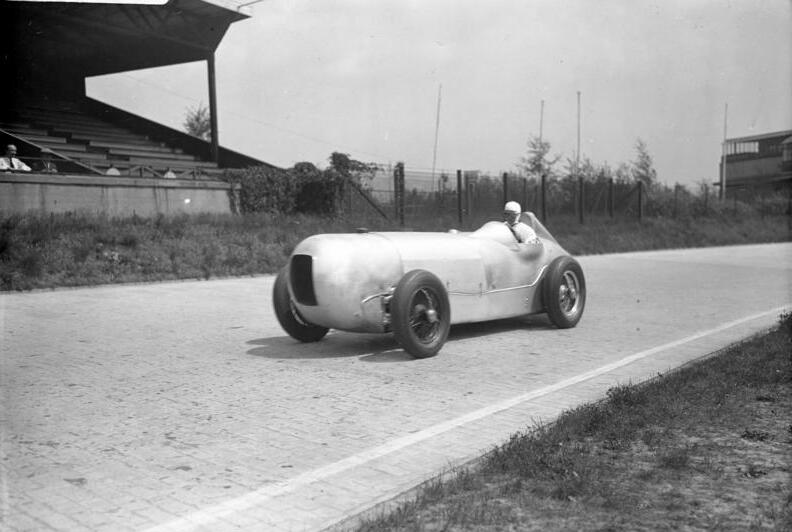
Una Mercedes-Benz SSKL con carrozzeria aerodinamica disegnata da Fachsenfeld

Fin da giovane, Fachsenfeld si appassionò al mondo dei motori e dell'aerodinamica. Quest'ultima disciplina era all'epoca oggetto di studio da parte di svariati ingegneri, ma riservati in via quasi esclusiva al mondo dell'aviazione. Terminato il gymnasium a Stoccarda, prese a frequentare l'Università nella stessa città, nota per le sue discipline di tipo tecnico-ingegneristico.
Intraprese la carriera di pilota, sia motociclistico sia automobilistico, una carriera fatta di non pochi risultati di rilievo, come la vittoria del campionato tedesco ADAC 1924 nella classe 250 cc con una Cotton e la vittoria alla Solitude-Rennstrecke del 1925, una gara motociclistica nella quale Fachsenfeld trionfò nella categoria 750 cc con una Norton. Durante questo periodo di gare riuscì talvolta a stabilire alcuni record di velocità.
Conclusasi questa lunga parentesi agonistica, Reinhard von Koenig-Fachsenfeld tornò alla sua antica passione: l'aerodinamica. Il giovane venne stimolato in particolare dalla produzione dei dirigibili progettati dal conte Ferdinand von Zeppelin con l'aiuto di un genio della meccanica come Wilhelm Maybach.
Reinhard von Koenig-Fachsenfeld si chiese perché non applicare tanto studio aeronautico anche alla produzione automobilistica e cominciò a lavorare in quella direzione, facendo ricerche e mettendo in cantiere diversi progetti. Non tardò molto a farsi notare dai vertici Daimler-Benz: nel 1932 realizzò per la Casa tedesca una vettura assai aerodinamica, specie per i tempi, con carrozzeria a forma di siluro costruita sul telaio di una Mercedes-Benz SSKL. Tale vettura venne pilotata con successo da Manfred von Brauchitsch nel circuito dell'AVUS.
Tra le altre creazioni di Fachsenfeld vi fu una carrozzeria molto profilata su base Maybach SW38, che la Fulda, nota azienda produttrice di pneumatici, contribuì a realizzare e che in seguito utilizzò per i suoi esperimenti sui suoi pneumatici da produrre. In particolare, a titolo di curiosità, realizzò un particolare tipo di pneumatico ad alta velocità denominato Exelero. Decenni più tardi, quando il marchio Maybach venne resuscitato dal gruppo DaimlerChrysler la Fulda ricordò l'antica esperienza con la prestigiosa Casa tedesca e commissionò ai vertici Maybach un prototipo ad altissime prestazioni per il collaudo dei suoi nuovi pneumatici. La Maybach, memore della felice collaborazione con la Fulda negli anni trenta, creò nuovamente una vettura ultraprofilata e per dare nuovo vigore al legame con la Casa tedesca di pneumatici, battezzò la nuova vettura come Maybach Exelero.